# Laurent Courtois
Laurent Courtois (Lione, 11 settembre 1978) è un allenatore di calcio ed ex calciatore francese, di ruolo centrocampista.

## Carriera

### Allenatore
Nel 2017 entra a far parte dell'Academy del Columbus Crew allenando dapprima la selezione Under-17 nel 2019 e successivamente l'Under-19 fino al 2021. Il 28 gennaio 2022 viene nominato allenatore della nuova squadra riserve della società, il Columbus Crew 2 con cui conquista sia la classifica di regoular season sia la fase play-off al primo anno.
La stagione successiva si dimostrò all'altezza della prima in quanto la squadra allenata dal coach francese arrivò nuovamente prima nella Eastern Conference per poi raggiungere, perdendola, la finale dei play-off.
L'8 gennaio 2024 viene nominato nuovo allenatore del CF Montréal.

## Statistiche

### Statistiche da allenatore
| Stagione        | Squadra         | Campionato      | Campionato | Campionato | Campionato | Campionato | Coppe nazionali | Coppe nazionali | Coppe nazionali | Coppe nazionali | Coppe nazionali | Coppe continentali | Coppe continentali | Coppe continentali | Coppe continentali | Coppe continentali | Altre coppe | Altre coppe | Altre coppe | Altre coppe | Altre coppe | Totale | Totale | Totale | Totale | Vittorie % | Piazzamento |
| Stagione        | Squadra         | Comp            | G          | V          | N          | P          | Comp            | G               | V               | N               | P               | Comp               | G                  | V                  | N                  | P                  | Comp        | G           | V           | N           | P           | G      | V      | N      | P      | %          | Piazzamento |
| --------------- | --------------- | --------------- | ---------- | ---------- | ---------- | ---------- | --------------- | --------------- | --------------- | --------------- | --------------- | ------------------ | ------------------ | ------------------ | ------------------ | ------------------ | ----------- | ----------- | ----------- | ----------- | ----------- | ------ | ------ | ------ | ------ | ---------- | ----------- |
| 2024            | CF Montréal     | MLS             | 34+1       | 11         | 13+1       | 10         | CC              | 2               | 0               | 1               | 1               | -                  | -                  | -                  | -                  | -                  | LC          | 3           | 1           | 0           | 2           | 40     | 12     | 15     | 13     | 30,00      | 17°         |
| feb.-mar. 2025  | CF Montréal     | MLS             | 5          | 0          | 1          | 4          | CC              | 0               | 0               | 0               | 0               | -                  | -                  | -                  | -                  | -                  | LC          | -           | -           | -           | -           | 5      | 0      | 1      | 4      | &0,00      | Eson        |
| Totale carriera | Totale carriera | Totale carriera | 39+1       | 11         | 14+1       | 14         |                 | 2               | 0               | 1               | 1               |                    | -                  | -                  | -                  | -                  |             | 3           | 1           | 0           | 2           | 45     | 12     | 16     | 17     | 26,67      |             |

## Palmarès

### Allenatore

#### Club
- MLS Next Pro: 1

Columbus Crew 2: 2022

### Individuale
- Miglior allenatore della MLS Next Pro: 1

2022